# David Marks

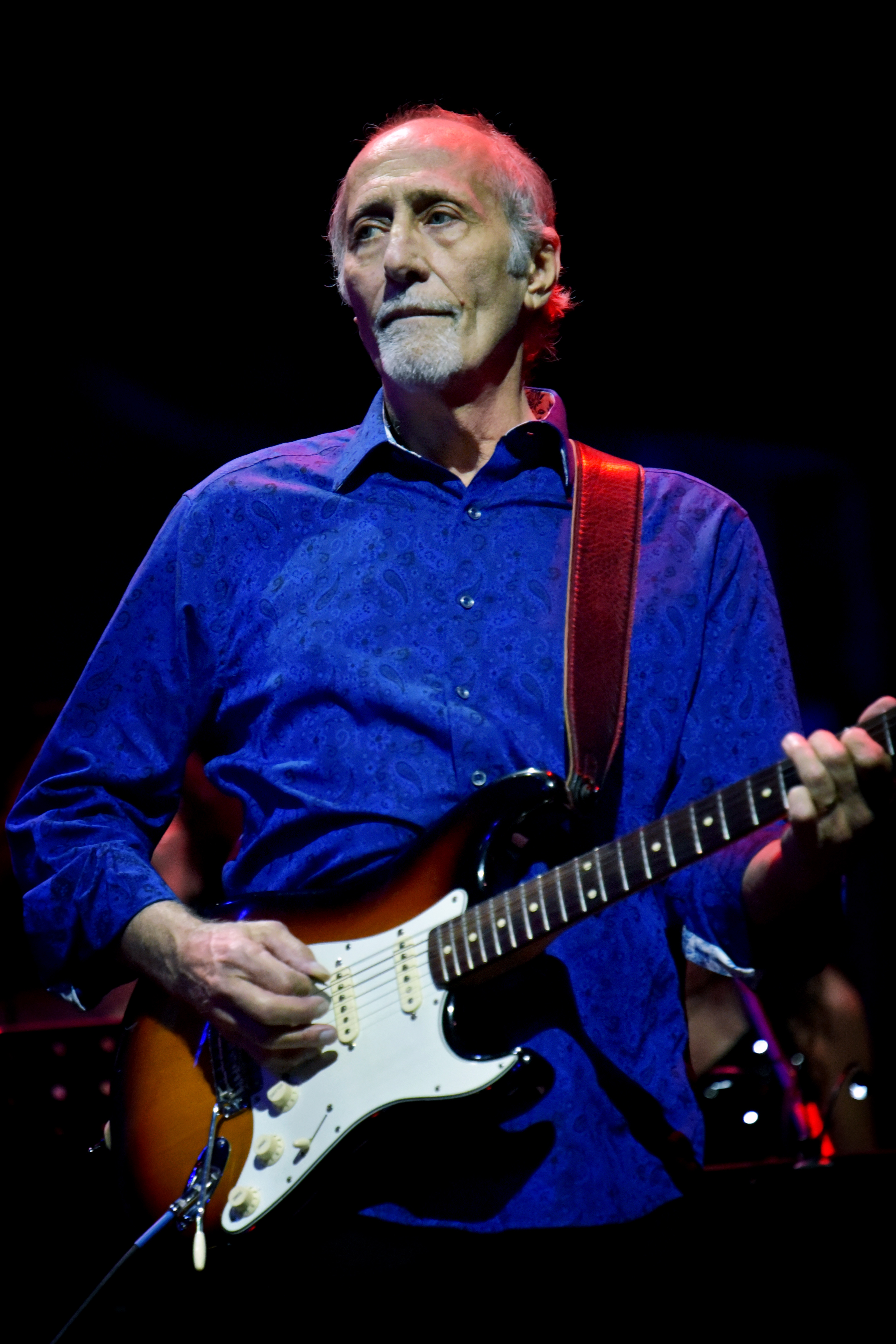
David Marks (2019)

David Lee Marks (* 22. August 1948) ist ein US-amerikanischer Musiker. Er ist vor allem bekannt durch seine Mitgliedschaft bei den Beach Boys.

## Leben
Marks wuchs in Hawthorne, Kalifornien, auf. Er war ein Nachbar der Familie Wilson und war mit deren Sohn Carl Wilson befreundet. Bereits im Alter von 10 Jahren begann er, gemeinsam mit Carl Gitarre zu spielen. Sie fanden sehr rasch ihren eigenen Stil und spielten gitarrenbetonte Instrumentalstücke und Lieder von Chuck Berry. Als sich die Pendletones, die Vorgängergruppe der Beach Boys, gründeten, entschied sich Brian Wilson als fünftes Bandmitglied neben seinen Brüdern und Mike Love für den um sechs Jahre älteren Alan Jardine.
Marks war somit kein Gründungsmitglied der Gruppe, er war auch nicht dabei, als die Beach Boys ihre ersten Lieder aufnahmen und mit "Surfin" ihren ersten kleinen Hit hatten.
Marks kam erst in die Band, als Al Jardine aus ebendieser ausstieg, um 1962 zurück auf das College zu gehen, um Zahnmedizin zu studieren. Marks war somit 14 Jahre alt, als er zu den Beach Boys stieß und mit der Band den Plattenvertrag bei Capitol Records unterschrieb. Er übernahm in der Band die Rhythmusgitarre.
Er war in dieser Zeit nicht unbedeutend für die Band, da sich sein Gitarrenspiel sehr gut mit Carl Wilson ergänzte und er sehr viel zum Klang beitrug. Außer auf dem Debütalbum für das Lied Summertime Blues, steuert er allerdings kaum Gesangspassagen bei.
Bereits Mitte 1963, als Brian Wilson aus gesundheitlichen Gründen die anstehende Tournee nicht absolvieren konnte, kam Al Jardine als Bassist zurück in die Gruppe. Somit gab es für eine kurze Zeit sechs Beach Boys. Nach einem Disput mit dem Bandmanager Murry Wilson verließ der 15-jährige Marks die Band schließlich und entschied sich, zurück auf die High School zu gehen.
Noch im selben Jahr gründete er seine eigene Band, Dave & The Marksmen. Nur ein Jahr darauf erhielt die Band einen Plattenvertrag bei A&M Records. Eine weitere seiner Bands, "The Moon", erhielt einen Plattenvertrag bei Imperial Records und nahm zwei Alben auf. Marks begann Ende der 1960er Jahre Jazz zu studieren, ebenso wie klassische Gitarre und klassische Komposition. Er arbeitete in Los Angeles als Studiomusiker und ging mit einigen Formationen auf Tournee.
Im Jahr 1972, als auch Bruce Johnston bei den Beach Boys entlassen wurde, erhielt Marks das Angebot, als Bassist in die Band zurückzukommen. Er lehnte dies allerdings ab. Erst in den 1990er Jahren trat er zunächst wieder sporadisch mit den Beach Boys auf und ging ab 1997 wieder mit der Band auf Tournee. 1999 musste er allerdings aufgrund seiner Drogen- und Alkoholprobleme 30 Tage in einer Rehabilitationsklinik verbringen und entschied sich, nicht mehr auf Tournee zu gehen. Zudem wurde bei ihm Hepatitis C festgestellt.
Zur Jahrtausendwende trat er wieder sporadisch in den nun drei Beach-Boys-bezogenen Gruppen auf und ist auch bei offiziellen Beach-Boys-Terminen dabei. Im Jahr 2007 veröffentlichte Jon Stebbins die Biographie "The lost Beach Boy" über David Marks.
Im Jahr 2012, anlässlich des 50. Bandjubiläums der Beach Boys, spielte Marks sowohl auf dem Studioalbum That’s Why God Made the Radio als auch auf der kompletten Jubiläumstournee Leadgitarre. 2013 ging er mit seinen Beach-Boys-Kollegen Brian Wilson und Al Jardine sowie Jeff Beck auf eine gemeinsame Tournee.